# 伊夫兰戒指
伊夫兰戒指是一枚镶钻戒指，得名于18世纪末至19世纪初的德意志演员、剧作家、剧场导演奥古斯特·威廉·伊夫兰，一圈钻石中央是他的侧面像。该戒指只颁发一枚，获颁者/佩戴者必须是“德语戏剧界最出色、最有价值的演员”，而做出此评价的人则是前持有者，此人在遗嘱中确定人选，传递戒指。
上述规则只出现过一次例外：1954年，戒指的新持有者韦尔纳·克劳斯不是由前持有者阿尔伯特·巴瑟曼选中的，而是由一个德语界演员委员会决定的。因为巴瑟曼在此前曾三度选中戒指继承人，但每一次，被选中者都很快去世了。巴瑟曼因此认为戒指受了诅咒，拒绝挑选第四位继承人。巴瑟曼死后，伊夫兰戒指被指定为奥地利国家财产，但获颁者依旧有权在在世时持有该戒指。